# Dampierre, Calvados
Dampierre är en kommun i departementet Calvados i regionen Normandie i norra Frankrike. Kommunen ligger i kantonen Aunay-sur-Odon som ligger i arrondissementet Vire. År 2018 hade Dampierre 132 invånare.

## Befolkningsutveckling
Antalet invånare i kommunen Dampierre
Referens: INSEE